# Connect-Pipeline
Die Connect-Pipeline ist eine etwa 4 Kilometer lange Pipeline, die die beiden Werksteile Wesseling und Godorf der Rheinland Raffinerie verbindet. Die Pipeline besteht aus einem Bündel von insgesamt vier Rohren. Diese dienen dem Austausch von Produkten zwischen den beiden Standorten. Die Pipeline wurde im Juli 2013 in Betrieb genommen.
Die Inbetriebnahme der Leitung ermöglicht unter anderem eine effizientere Nutzung der Entschwefelungstechnologie an den beiden Standorten. Dies ist zur Produktion von schwefelarmem Heizöl erforderlich, das zum Betrieb von Ölheizungen mit moderner Brennwerttechnik benötigt wird.
Laut DIN 51603 Teil 1 darf Heizöl EL seit 1. Januar 2008 einen Schwefelanteil von maximal 1.000 mg/kg aufweisen, Heizöl EL schwefelarm maximal 50 mg/kg.

## Geschichte
Seit dem Jahr 2002 wurde die ehemalige DEA-Raffinerie (DEA = Deutsche Erdöl-AG, die Vorgängergesellschaft der RWE Dea) in Wesseling schrittweise mit der Raffinerie Godorf der Shell Deutschland Oil GmbH zusammengeführt. In der aus dem Zusammenschluss der beiden Werke entstandene Rheinland Raffinerie wurden bereits kurz danach Überlegungen gestartet, wie die beiden Werke zur Nutzung von Synergien und zur wirtschaftlichen Zukunftssicherung durch Produktpipelines miteinander verbunden werden könnten.
Aufgrund der Einwände von Bürgern, Kommunen, Umweltschutzorganisationen und Behörden wurde die ursprünglich vorgesehene offene Bauweise bei der Querung des Rheins (Dükerung) durch eine geschlossene Bauweise ersetzt. Dadurch werden Schutzgebiete im Bereich von Köln-Zündorf umgangen oder in einer Tiefe von bis zu 20 Metern untertunnelt.
Das Raumordnungsverfahren wurde im Dezember 2007 initiiert und im Juni 2008 abgeschlossen.
Dem Raumordnungsverfahren folgte ab Herbst 2009 das Planfeststellungsverfahren, in dem die Details der Trassierung und Bauweise geklärt wurden. Der Übergabe des Planfeststellungsbeschlusses an Shell durch die Bezirksregierung Köln erfolgte am 1. Juni 2011.
Der Baubeginn des 3,8 Kilometer langen Rohrleitungsabschnittes fand am 18. Juli 2011 statt. Nach Veröffentlichung des Planfeststellungsbeschlusses durch die Bezirksregierung waren innerhalb der gesetzlich vorgeschriebenen Frist von vier Wochen keine Einwände gegen das Projekt vorgebracht worden.
Am 13. März 2012 endete die Bohrung des ersten Rheintunnels mit dem erfolgreichen Auftauchen des Bohrkopfes in der Zielbaugrube; neun Tage später kam die zweite Tunnelbohrmaschine wieder an die Oberfläche.
Die Fertigstellung der Rohrbauarbeiten erfolgte Ende 2012. Am 23. Juli 2013 wurde die Pipeline offiziell in Betrieb genommen.
Die gesetzlich vorgeschriebene Bauüberwachung der Rohrleitungsarbeiten erfolgte durch den TÜV Rheinland.

## Trassenverlauf
Im Raumordnungsverfahren wurde von der Bezirksregierung die Verlegung des Leitungsbündels auf dem Gebiet des rechtsrheinisch gelegenen Retentionsraum zwischen Porz-Langel und Niederkassel-Lülsdorf mit einer zweimaligen Unterquerung des Rheins zum Anschluss der linksrheinisch gelegenen Raffineriestandorte favorisiert. Die Gesamtlänge der Trasse ergab sich dabei zu 3,8 Kilometern, kürzer als auf dem Landweg um die Rheinschleife.
Der Leitungsverlauf im Norden
- untertunnelt das FFH-Gebiet (Fauna-Flora-Habitat-Gebiet),
- umgeht das Wasserschutzgebiet,
- umgeht das Naturschutzgebiet Godorfer Hafen,
- umgeht das Landschaftsschutzgebiet Auenwald und
- vermeidet die Fensterung des Altdeichs.

Im Süden führt die Bohrung aus dem Retentionsraum über eine Länge von knapp 1200 Metern quer unter dem Rhein direkt in die Wesselinger Raffinerie. Der Startpunkt des Vortriebs wurde auf Vorschlag der Stadt Niederkassel aus der Nähe des Einlassbauwerkes am neuen Deich tiefer in den Retentionsraum rückverlegt.

## Technische Details
Die Rohrleitung besteht aus einem Bündel von vier Rohren. Diese dienen dem Austausch von Produkten zwischen den Werken Godorf und Wesseling. Außerdem werden über den Verlauf der Pipelinestrecke Glasfaserkabel zum Aufbau einer Kommunikationsstruktur mitgeführt.

### Transportierte Produkte
In den Rohrleitungen der Connect-Pipeline werden keine typischen Chemiegrundstoffe transportiert. Es handelt sich stattdessen ausschließlich um Kohlenwasserstoffverbindungen, die bei der Verarbeitung von Erdöl anfallen. Sie werden weitgehend als Grundstoffe für die Produktion von Diesel- und Heizöl sowie Benzin eingesetzt. Der Betrieb des Rohrbündels umfasst den Transport von folgenden Komponenten:
- Gasöle als Grundstoffe zur Herstellung von Heizöl extra leicht und Dieselkraftstoff.
- Propan/Butan, Flüssiggase, das für unterschiedliche Verwendungszwecke, z. B. als Brenngas in Gasfeuerzeugen und Campingkochern oder als Treibgas in Spraydosen verwendet werden. Für die Energieversorgung von Ein- und Mehrfamilienhäusern wird es – zumeist als Gemisch mit Propan – in Gastanks ober- oder unterirdisch gelagert.
- Komponenten von Motorenbenzin, diese entstehen bei der Verarbeitung von Erdöl.
- Hydrowax, einem hydrierten Vakuumdestillat aus Erdöl. Es dient als Einsatzprodukt in einen Steamcracker.

### Rheinquerung

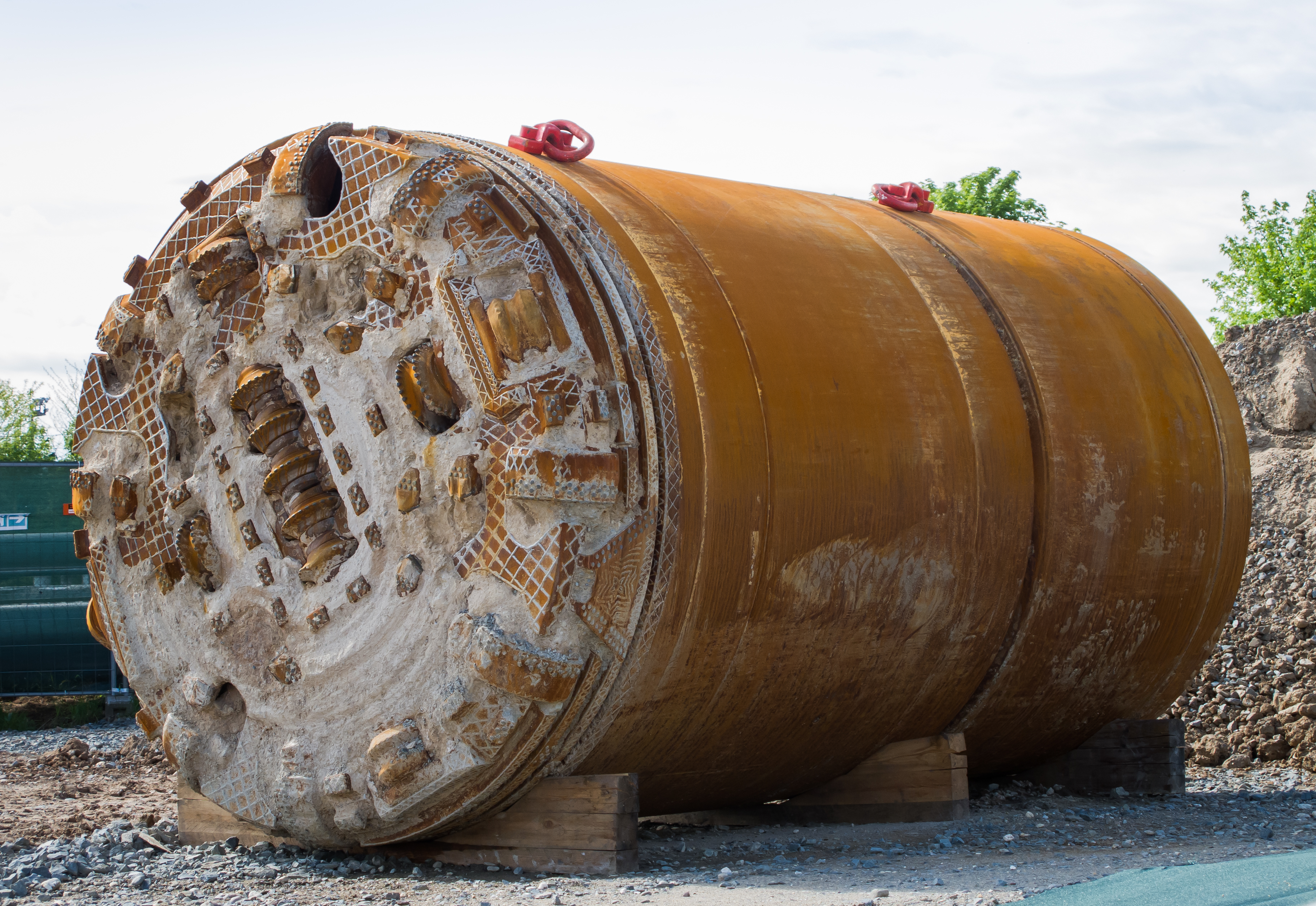
Bohrkopf für die Rheinquerung

Unter dem Rhein erfolgte die Verlegung der Leitung im Vortriebsverfahren. Während der Bohrung wurden in regelmäßigen Abständen temporäre Zwischenpressstationen installiert, um die Vortriebskraft zu erhöhen. Die Bohrung begann in der sogenannten Startbaugrube. Nach Abschluss des Vortriebs wird im März 2012 wurde der Bohrkopf in der Zielbaugrube entfernt.
Anschließend wurde das Rohrbündel mit den Produktleitungen in das Hüllrohr eingezogen und dieses mit Leichtbeton verfüllt. Nach Rückbau der Startgruben war das Landschaftsbild des rechtsrheinischen Ackerlandes wiederhergestellt.

### Landverlegung
Im rechtsrheinischen Landbereich erfolgte die Verlegung der Leitung in offener Bauweise. Zu diesem Zweck wurde in den entsprechenden Ackerflächen ein Rohrgraben ausgehoben. Die vier Leitungsrohre wurden nebeneinander verlegt. In unmittelbarer Nähe erfolgte die Verlegung von drei Glasfaserkabeln, die für Kommunikationszwecke genutzt werden. Nach Verfüllung des Grabens mit Sand und ursprünglichem Bodenaushub lagen die Leitungsrohre unter einer Erdüberdeckung von zwei Metern (über dem Scheitelpunkt der Rohre). Nach Abschluss der Bauarbeiten konnten die Flächen wie zuvor landwirtschaftlich genutzt werden. Allein einige Schilderpfähle erinnern an den Verlauf der Leitung.
Einschließlich der vorübergehend eingerichteten Baustraße betrug die Breite des Arbeitsstreifens während der Verlegephase im Landbereich maximal 38 Meter.

### Sicherheitstechnische Aspekte
Die Vortriebstechnik zur Querung des Rheins ermöglicht eine dreifache Sicherung der Leitung. Die eigentlichen Produktrohre bestehen aus Pipelinestahl L360NB mit einer Wanddicke von 7,1 bis 10 mm. Die Produktrohre wiederum sind in einem Mantelrohr verlegt, das einen Innendurchmesser von rund zwei Metern hat. Nach Einbringen der Rohrleitungen in das Mantelrohr wird dieses mit Beton verfüllt. Dadurch erhalten die Produktrohre eine Fixierung, die eine Bewegung der Leitungen im Tunnel verhindern. Außerdem kann sich durch die Verfüllung im Rohrinnern kein Kondenswasser bilden.
Die Leitungen sind gegen Korrosion durch kathodischen Korrosionsschutz geschützt. Die dritte Schutzhülle bildet schließlich das Mantelrohr selbst.
Die Überwachung und Wartung der Pipeline orientiert sich an den „Technischen Regel Rohrfernleitungen“ (TRFL). Während des Betriebs erfolgt dadurch eine dauerhafte Überwachung der Integrität der Rohrleitungen bzw. der Rohrleitungstrasse. Zu diesen Maßnahmen gehören:
- Trassenbegehungen oder Befliegungen,
- Mengenvergleichsmessungen; diese Messungen dienen auch der Feststellung schleichender Leckagen,
- Kontinuierliche Druckmessungen zur Leckageerkennung (im Falle eines unerwarteten Druckabfalls schaltet sich der Leitungszufluss automatisch ab und verhindert einen weiteren Austritt),
- regelmäßige Durchführung von Wanddickenmessungen durch Einsatz sogenannter ‚intelligenter Molche‘.

## Auszeichnungen
Das Ministerium für Wirtschaft, Energie, Industrie, Mittelstand und Handwerk des Landes Nordrhein-Westfalen hat das Connect-Projekt als eines von vier best practise-Beispielen in seinem im November 2012 vorgestellten „Werkzeugkasten für Dialog und Beteiligung“ aufgenommen.